# Слудка (сельское поселение, Прилузский район)
Слудка — административно-территориальная единица (административная территория село Слудка с подчинённой ему территорией) и муниципальное образование (сельское поселение с полным официальным наименованием муниципальное образование сельского поселения «Слудка») в составе Прилузского района Республики Коми Российской Федерации.
Административный центр — село Слудка.

## История
Статус и границы административной территории установлены Законом Республики Коми от 6 марта 2006 года № 13-РЗ «Об административно-территориальном устройстве Республики Коми».
Статус и границы сельского поселения установлены Законом Республики Коми от 5 марта 2005 года № 11-РЗ «О территориальной организации местного самоуправления в Республике Коми».

## Население
| 2010 | 2011 | 2012 | 2013 | 2014 | 2015 | 2016 |
| ---- | ---- | ---- | ---- | ---- | ---- | ---- |
| 513  | ↘509 | ↘462 | ↘436 | ↘416 | ↘399 | ↘383 |
| 2017 | 2018 | 2019 | 2020 | 2021 |      |      |
| ↘374 | ↘339 | ↘326 | ↘314 | ↗334 |      |      |

## Состав
Состав административной территории и сельского поселения:
| № | Населённый пункт | Тип населённого пункта       | Население |
| - | ---------------- | ---------------------------- | --------- |
| 1 | Кулига           | деревня                      | 29        |
| 2 | Слудка           | село, административный центр | 192       |
| 3 | Ураки            | деревня                      | 1         |
| 4 | Якуньёль         | посёлок                      | 291       |